# Szlak Młynów nad Grabią
Szlak Młynów nad Grabią – żółty znakowany szlak turystyczny o długości 46 km, wytyczony z inicjatywy łaskiego oddziału PTTK, przebiegający przez dolinę Grabi w powiecie łaskim, w województwie łódzkim.

## Przebieg szlaku
Łask - Kolumna (PKP) - Orchów - Okup Fabryczny - Zielęcice - Wola Marzeńska - Marzenin - Kustrzyce - Lichawa - Emilianów - Brody - Brzeski - Kozuby - Grabica - Wola Wężykowa - rezerwat "Grabica" - Zamość - Grabno - Górki Grabieńskie - Widawa (PKS) - Siedlce Łaskie (PKP).

## Atrakcje szlaku

### Młyny wodne
Szlak prezentuje historię młynarstwa w regionie, łącząc zachowane obiekty techniki. Na obszarze objętym Szlakiem Młynów nad Grabią istniało na początku XX w. 14 młynów wodnych, spośród których do 2008 r. zachowały się:
- młyn w Zielęcicach
- młyn w Woli Marzeńskiej
- młyn "Krzywda" w Brzeskach
- młyn w Nowych Kozubach

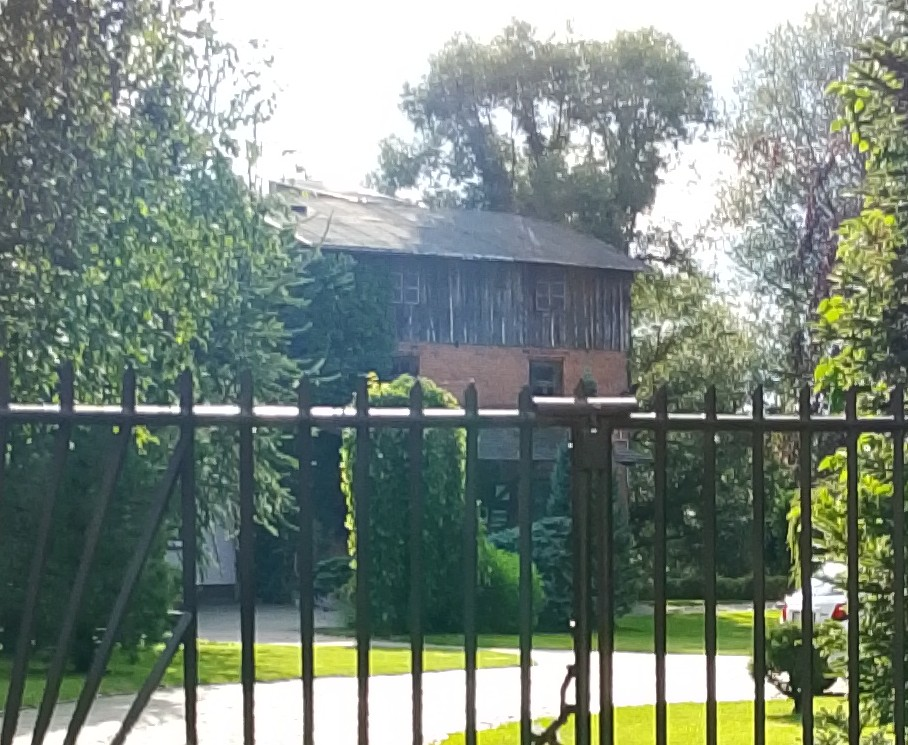
Zielęcice
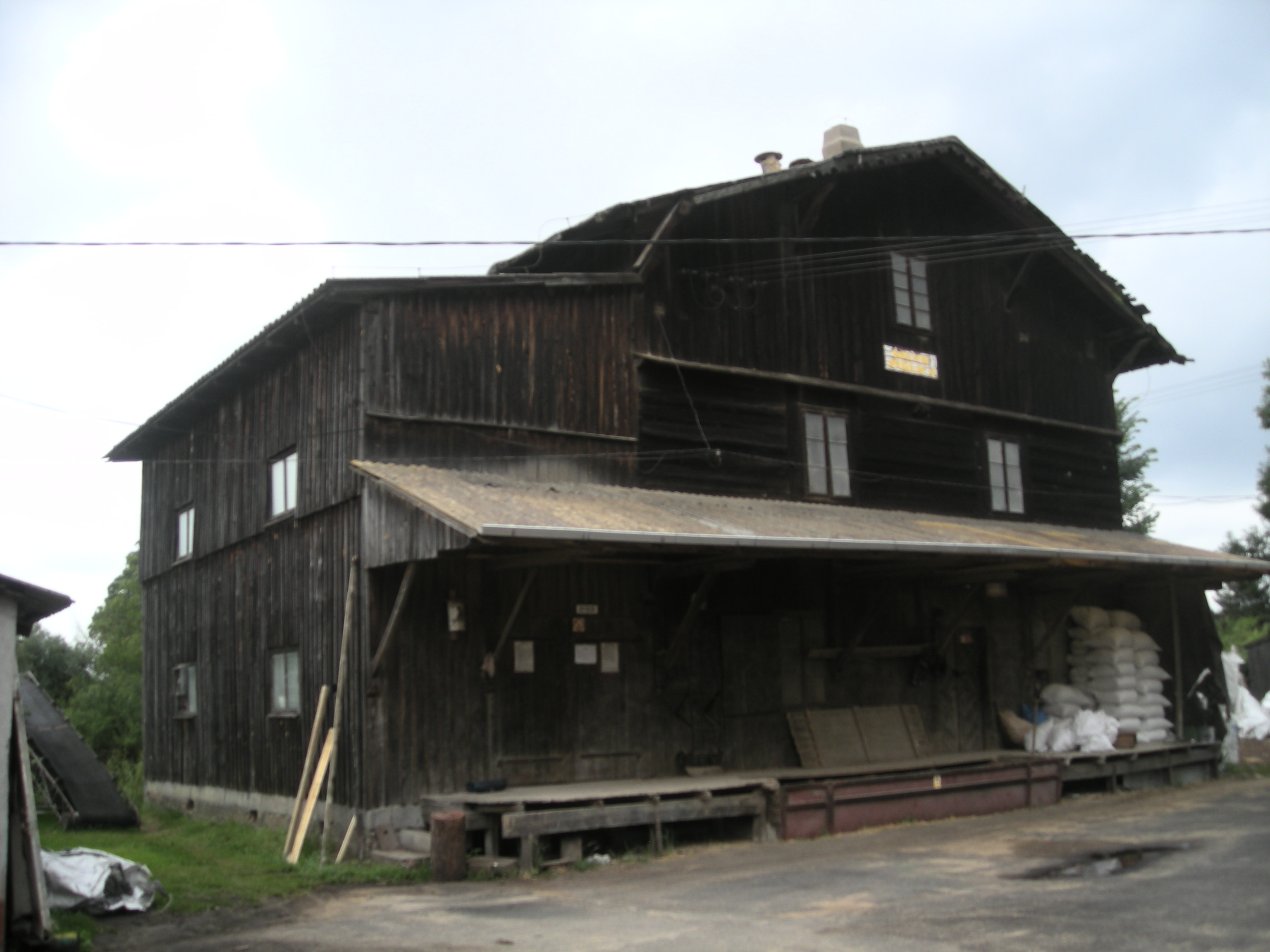
Wola Marzeńska
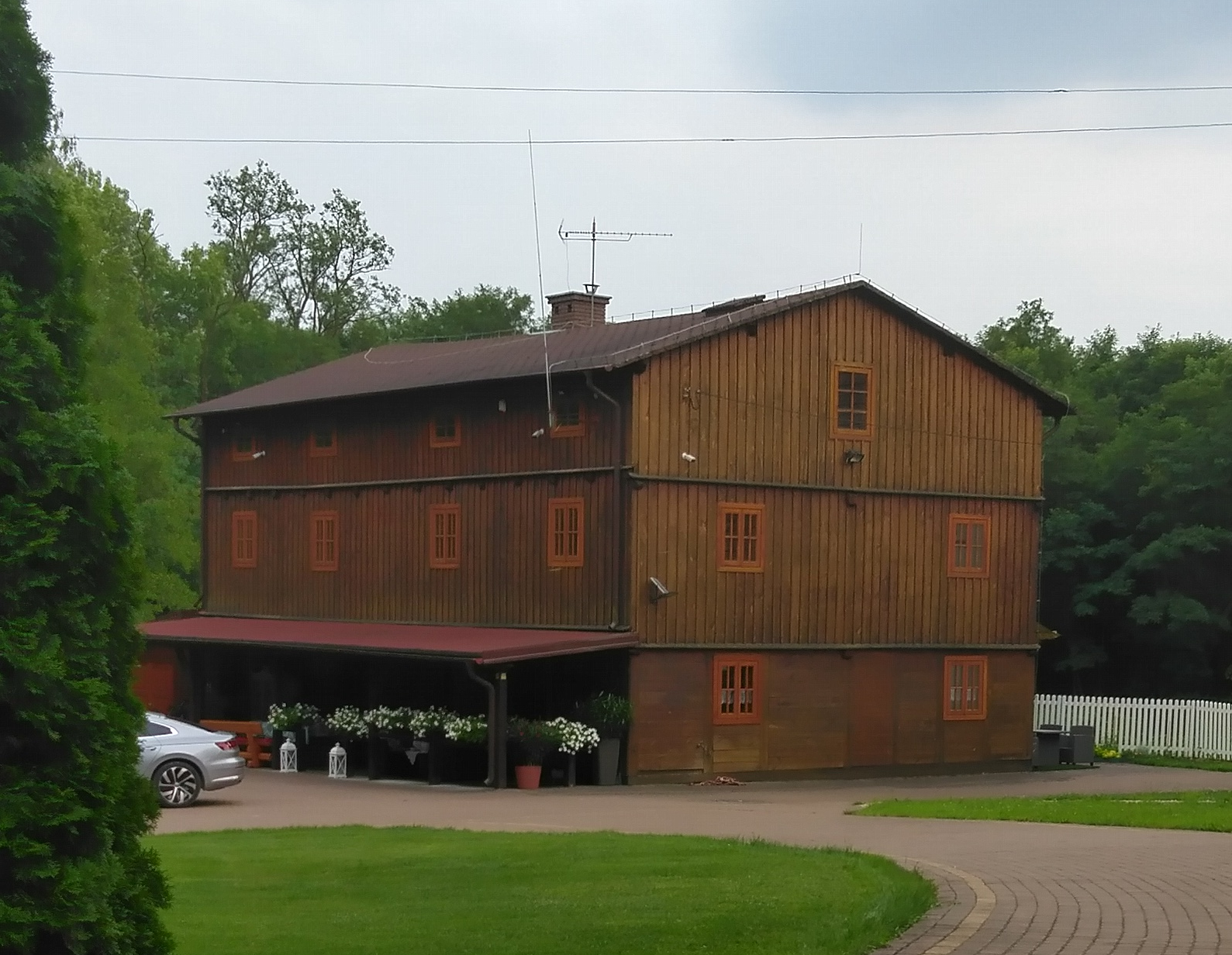
Brzeski
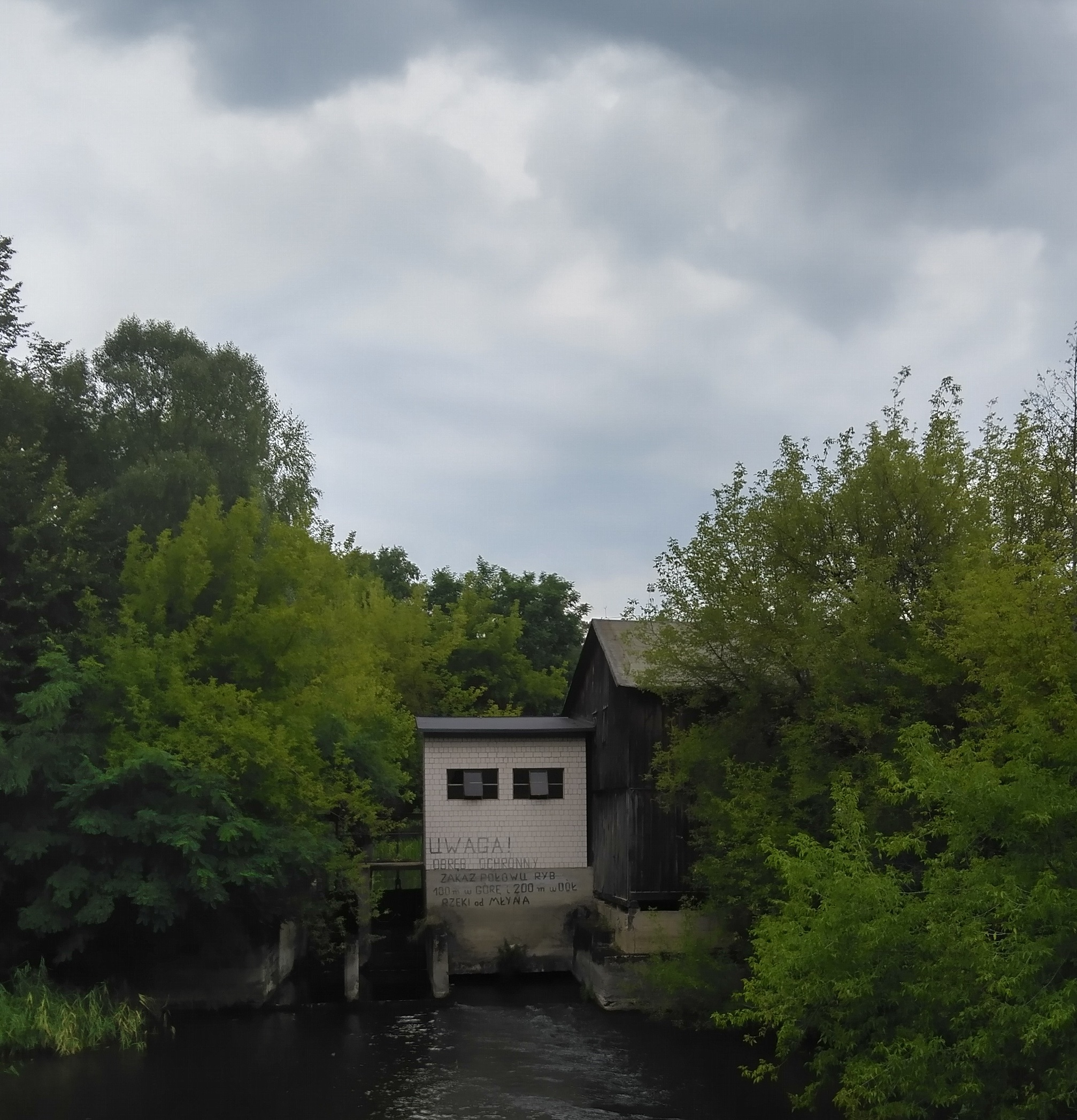
Nowe Kozuby

### Atrakcje przyrodnicze

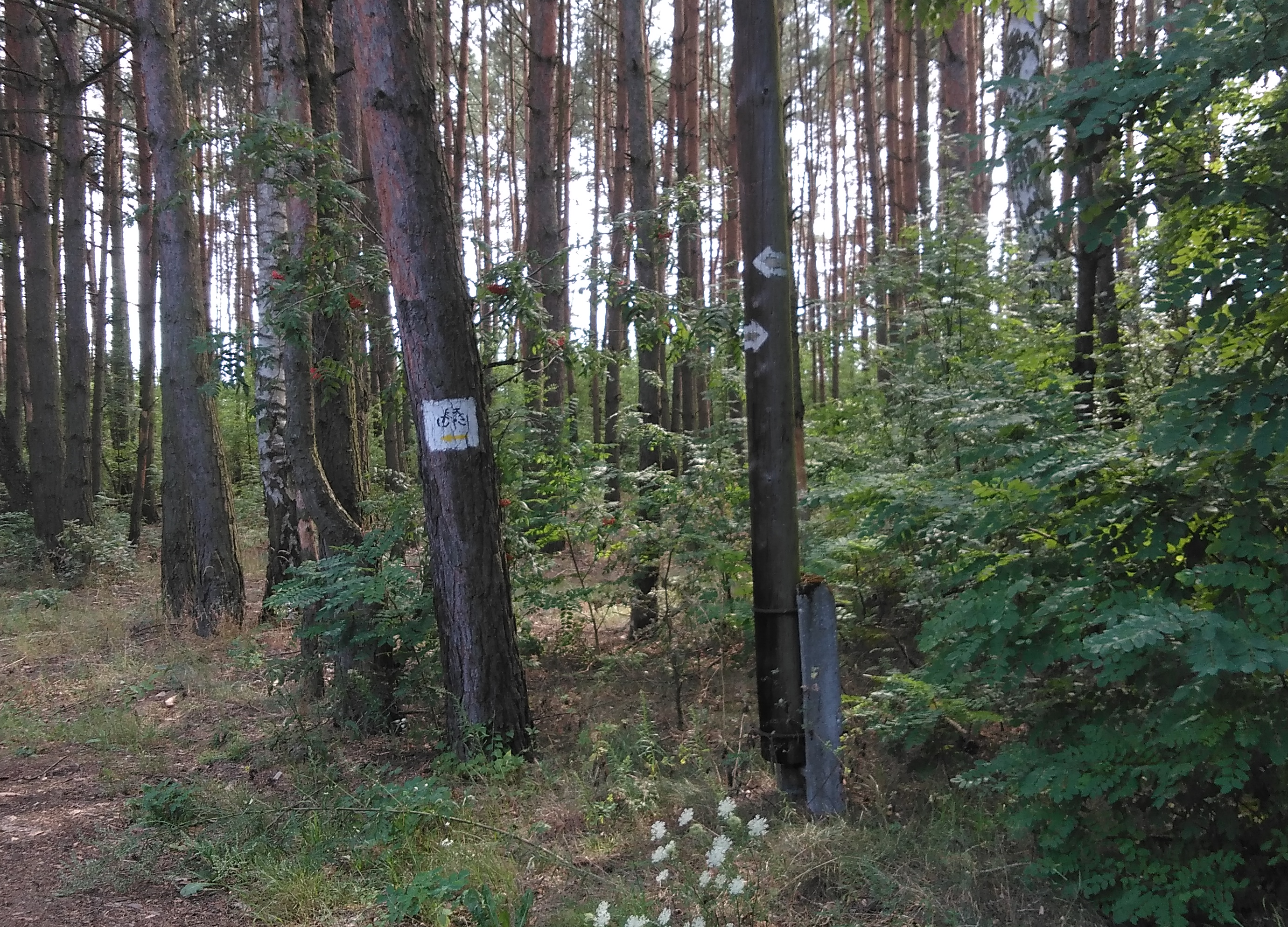
Oznaczenie żółtego Szlaku Młynów nad Grabią oraz rowerowego Szlaku Osad Młyńskich i Ekofarm nad Grabią w Kustrzycach.

Znaczna część szlaku znajduje się na obszarze Obszaru Chronionego Krajobrazu Środkowej Grabi, natomiast jego część południowa - na terenia Parku Krajobrazowego Międzyrzecza Warty i Widawki. Szlak przebiega przez rezerwat przyrody "Grabica". Krajobraz uksztąłtowany jest przez działalność rzeźbotwórczą Grabi oraz jej dopływów, a także przez spiętrzenia wody i sztuczne koryta związane z rozwojem młynarstwa. W otoczeniu występują tereny podmokłe oraz piaszczyste. 

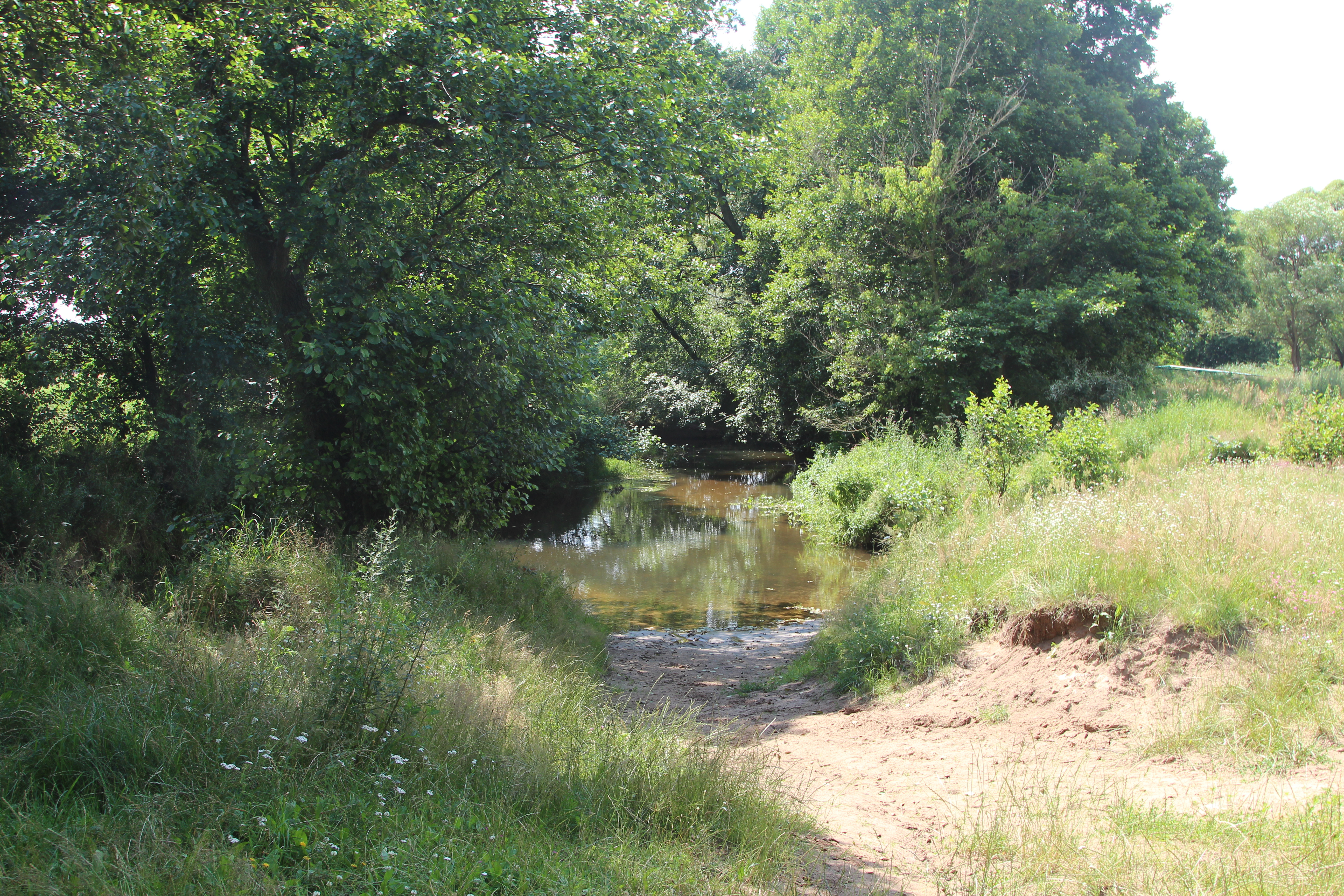
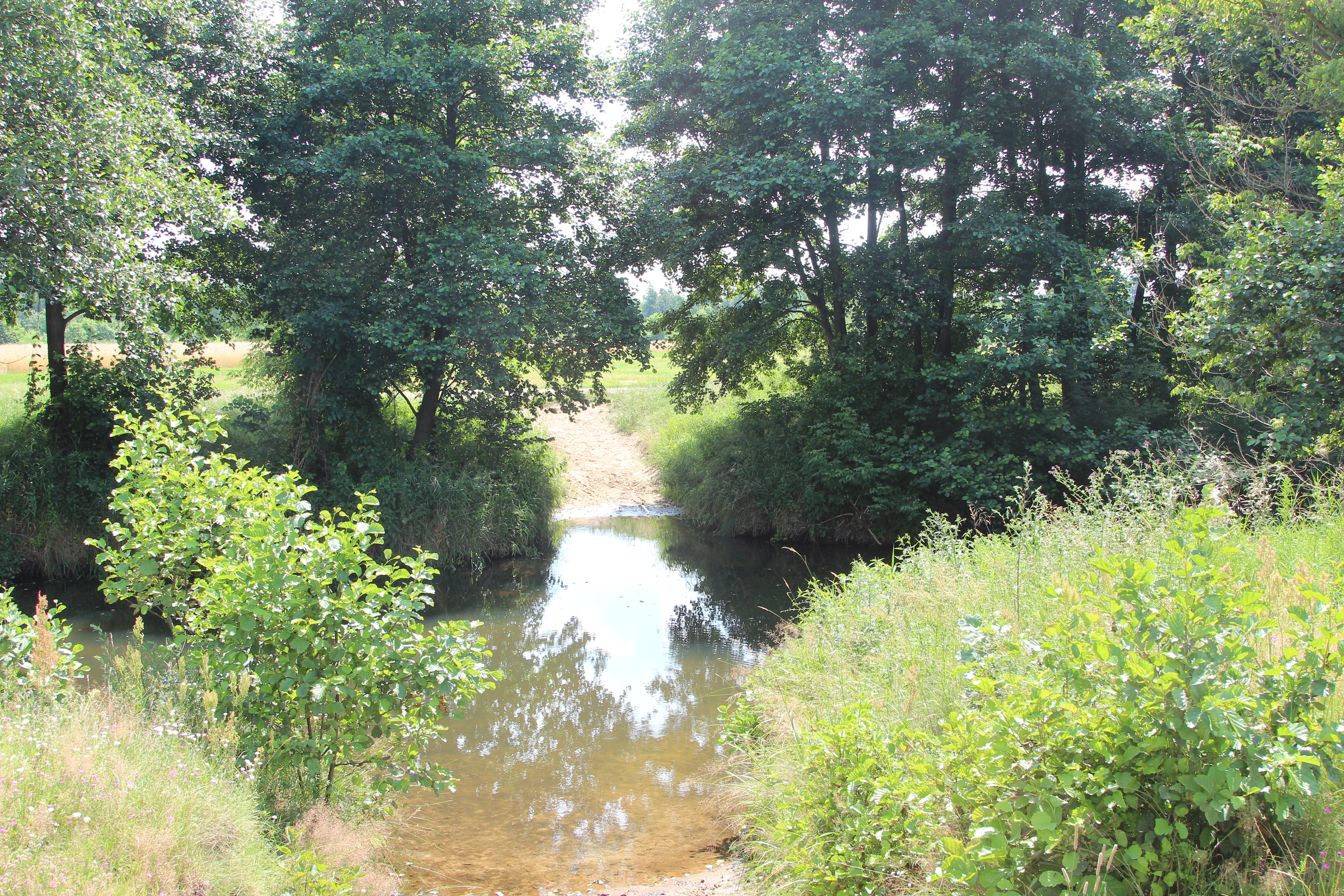
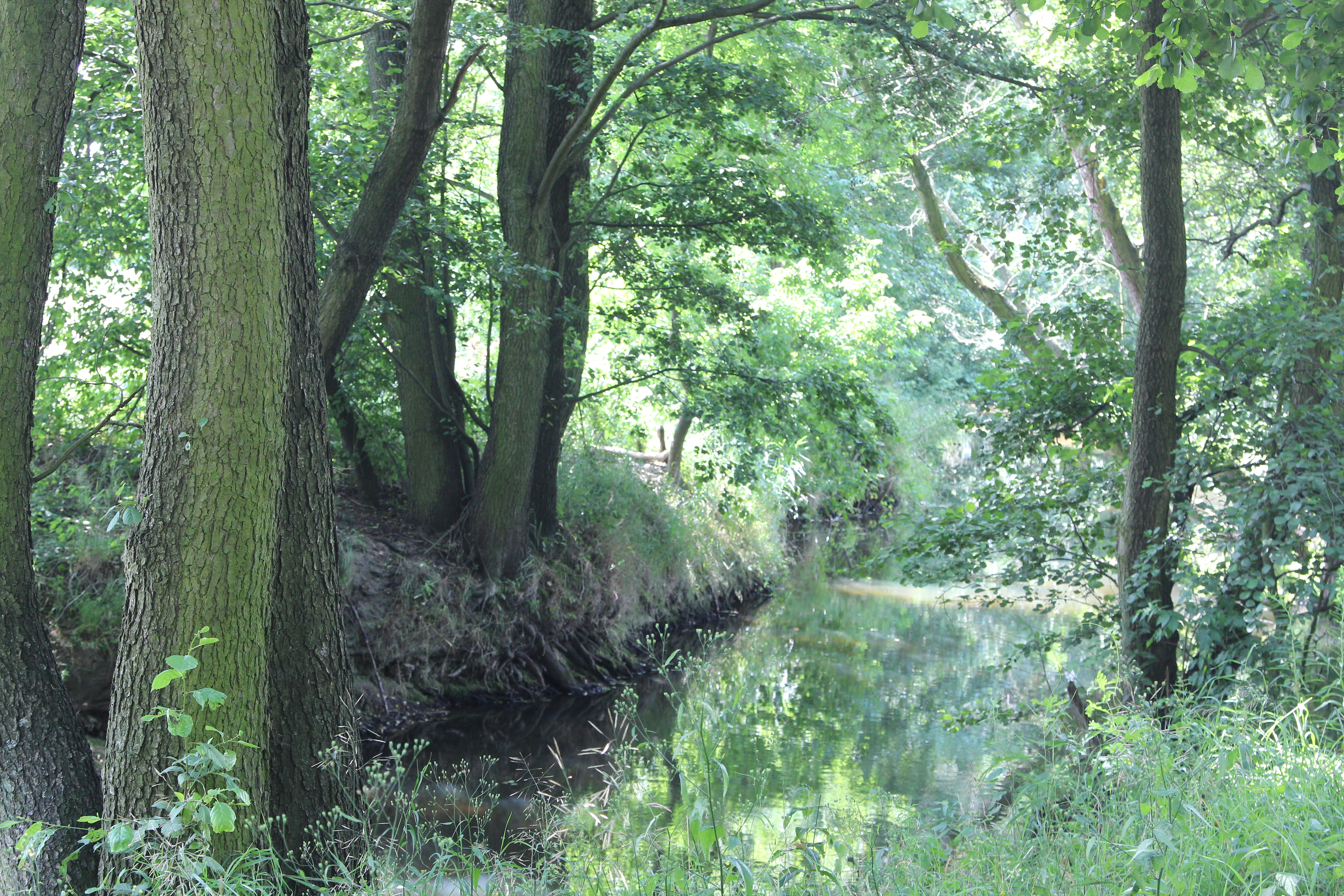

### Obiekty historyczne
- kościół Wniebowzięcia NMP w Marzeninie (XIV w.)
- cmentarz wojenny w Zamościu (1914)
- poligon z okresu II wojny światowej w Grabnie